# Nizozemská západoindická společnost
Nizozemská Západoindická společnost (nizozemsky Geoctroyeerde West-Indische Compagnie, zkratkou WIC nebo GWC) byla nizozemská akciová společnost, které Spojené provincie nizozemské udělily  chartou řadu  monopolů na obchod v západní Africe a Americe. Během svého působení v  Atlantském oceánu se soustředila hlavně na obchod s  otroky a  cukrem, pokusila se obsadit portugalské kolonie v  Brazílii a ztratila kolonii  Nového Amsterdamu. Společnost se v 17. století také aktivně účastnila několika válek, konkrétně  Osmdesátileté války a Nizozemsko-portugalské války. V roce 1674 došlo k bankrotu firmy a z jejího majetku vznikla firma nová, označovaná jako Nová nizozemská západoindická společnost. Tato společnost plynule pokračovala v operacích té předchozí, ale byla jí odebrána většina monopolů a byla připravena o svou vojenskou roli. Společnost pak postupně ztrácela na významu, až byla v roce 1792 rozpuštěna.

## Historie

### Vznik
Založení západoindické společnosti bylo navrženo již na začátku 17. století, nicméně bylo odloženo uzavřením Dvanáctiletého příměří, jelikož jedna z podmínek tohoto míru vytvoření zakazovala. 3. června roku 1621, 2 měsíce po skončení příměří se Španělskem, byla sepsána charta, která západoindické společnosti přidělila výhradní práva na obchod, osidlování a válčení v Atlantském oceánu, na celém americkém kontinentu a na africkém západním pobřeží od obratníku Raka až po Mys Dobré naděje.
Vojenský aspekt západoindické společnosti byl pro republiku zvláště důležitý. Jeden z hlavních důvodů vzniku společnosti totiž bylo oslabení mocností Pyrenejského poloostrova přepadáním obchodních lodí a dobýváním jejich kolonií v novém světě. Krátkodobý profit z obchodu nebyl pro generální stavy tak důležitý jako dosažení strategických cílů, to je mimo jiné vidět ze značných dotací a grantů, které stavy společnosti poskytnou v první polovině 17. století.
Charta také definovala strukturu společnosti. Vedení firmy bylo rozděleno do 5 nezávislých komor, každá z těchto komor sestávala z ředitelů, kteří byli voleni z řad akcionářů (pouze akcionáři s akciemi s minimální hodnotou 6000 guldenů pro amsterdamské akcionáře a 4000 guldenů pro ostatní se mohli kandidovat na pozici ředitele). Každá komora také delegovala určitý počet svých ředitelů do centrální správní rady zvané "Devatenáct Gentlemanů" (nizozemsky "Heeren XIX", zkráceně "XIX" nebo "Devatenáct").

### První západoindická společnost

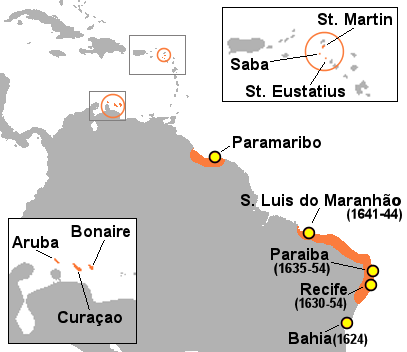
Nizozemské kolonie v Brazílii

Po svém založení má společnost zprvu problém získat dostatek kapitálu na realizaci své činnosti. Trvalo jí 3 roky, než získala dost kapitálu na nákup a vybavení dostatku lodí, aby mohla začít operovat. Působení Nizozemců v Atlantském oceánu bylo podřízeno tzv. "Velkému plánu" ("Groot Desseyn"), se kterým přišla Devatenáctka. Cílem tohoto plánu bylo hlavně získat velmi profitabilní cukerné kolonie v Brazílii patřící hlavně Portugalcům, s tím bylo spojeno i obsazení Portugalských otrokářských stanic na pobřeží Afriky.
V první polovině 17. století zaznamenala společnost hned několik úspěchů. 20. července 1628 se pod velením admirála Pieta Heina v Matanzaském zálivu podařilo zajmout celou španělskou stříbrnou flotilu, výkon, který se do té doby nikomu nepovedl a nikdo ho již nikdy nezopakoval. V únoru roku 1630 se Nizozemcům povedlo dobýt města Pernambuco a Olinda v Brazílii a využít je jako odrazové můstky k dobytí dalších území. Později, v roce 1641, se společnosti podařilo dobýt i africké město Luanda a  ostrov Svatý Tomáš, důležitá centra portugalského otrokářství.
Obrovské náklady na údržbu armády a kolonií ale začaly na společnost doléhat. Dodávky základního zboží do Brazílie začaly váznout a kolonie měla nedostatek chleba a mouky. Jediné, co stálo v cestě otevřeným nepokojům, byl guvernér John Maurice, který jen na základě svého diplomatického umu dokázal upokojit portugalské obyvatelstvo, jež stále v koloniích zůstávalo v desetinásobné početní převaze oproti Nizozemcům. V roce 1643 John Maurice po neshodách s Devatenáctkou kolonie opustil a nahradila ho rada tří ředitelů. Krátce na to začaly nepokoje probíhat naplno a rozšířily se i mimo Brazílii. Na začátku roku 1654 Nizozemci definitivně přišli o všechny državy na brazilském pobřeží. Společně se ztrátou kontroly nad Luandaem a  ostrovem Svatého Tomáše v roce 1648 nizozemská západoindická společnost efektivně přišla o vše, co od svého počátku v Jižní Americe vybudovala a její Velký plán zůstal nenaplněn.
Role společnosti v Karibiku byla z počátku velmi malá. WIC soustředila většinu své pozornosti na dominanci cukerného trhu v Brazílii a v Karibiku provozovala pouze pirátství. Společnost Severní Amerika zajímala tak málo, že mezi lety 1635-1637 dokonce dovolila nizozemským obchodníkům volně v této oblasti obchodovat. To se ale začalo měnit v roce 1645 dobytím ostrova Curaçao, i když kolonie na něm začala být funkční teprve po 5 letech z důvodu nedostatečného zásobování. Zanedbávána byla i kolonie Nového Amsterdamu (dnešní New York), na její provoz bylo ročně vyčleněno cca 100 000 guldenů, v porovnání s miliony guldenů vynaložených na okupaci brazilských kolonií. Z tohoto důvodu se kolonisté začali dokonce vracet zpět do Nizozemí. Na konci Druhé anglo-nizozemské války (1665-1667) byl Nový Amsterdam vyměněn s Britským impériem za kolonii Surinam, toto významně posílilo pozici WIC v Guyaně.

### Bankrot
Už od 40. let 17. století se WIC dostává do stále větších finančních potíží. Konec Osmdesátileté války pro společnost znamená hlavně konec pirátství, které tvořilo nemalou část jejích příjmů. Následná ztráta kolonií v Brazílii zatloukla poslední hřebík do rakve této firmy. Vysoké náklady na platy vojáků a údržbu kolonií ji dostávalo do obrovských dluhů, již v roce 1649 měla dluhy ve výši 36 milionů guldenů. Situaci také nepomáhala neochota jednotlivých provincií republiky vyplácet granty přiznané generálními stavy. O možné reformě společnosti akcionáři uvažovali už v roce 1668. Byli značně znepokojeni profitabilitou firmy, navíc podle nich Devatenáctka neplnila své závazky ohledně přístupu k firemnímu účetnictví. Ze strany generálních stavů byla snesena kritika za ztrátu brazilských kolonií. Debata o reformaci byla přerušena válkou s Francií. V roce 1674 se situace již uklidnila a firma byla uvedena do bankrotu, místo ní vznikla stejnojmenná společnost, která převzala veškerý majetek té původní, včetně všech zaměstnanců. Akcionáři a věřitelé původní firmy byly převedeni na akcionáře firmy nové a požádáni o zaplacení aktivačního poplatku na jejich akcie v hodnotě 4 % jejich akcií. Jak je vidět, společnost šla do bankrotu pouze na papíře, žádný její majetek nebyl vydražen. Co se ale změnilo, byla organizační struktura a privilegia společnosti. Devatenáct bylo zredukováno na Deset a byla odebrána většina monopolů na obchod a firma pozbyla svůj vojenský význam.

### Nová západoindická společnost
Po roce 1674 se západoindická společnost soustředila na trojúhelníkový obchod. Za různé evropské zboží obchodníci na pobřeží západní Afriky, hlavně z nizozemského zlatého pobřeží, nakoupili otroky. Tyto otroky následně převezli přes Atlantský oceán do nizozemského Surinamu a dalších plantážních kolonií na americkém kontinentu. WIC neprodávala otroky pouze do svých kolonií, ale operovala jako prostředník pro všechny koloniální mocnosti. Otroci byli vyměněni za suroviny nového světa, často tabák, které byly dovezeny zpět do Evropy. Tento typ obchodu byl relativně výnosný, ale společnost se již nikdy nedostala na úroveň příjmů z 30. let 17. století. Další zdroj příjmů bylo danění soukromých nizozemských obchodníků, obchodujících v Atlantiku. V roce 1730 byl společnosti odebrán i monopol na obchod s otroky a stal se z ní čistě administrativní orgán, dohlížející na obchod soukromých nizozemských obchodníků. Význam společnosti postupně upadal, v roce 1791 bylo rozhodnuto, že společnost bude rozpuštěna a její majetek přešel 1. ledna 1792 do vlastnictví státu.

## Důvody neúspěchu
Jako hlavní důvod neúspěchu je často považována přílišná fixace na ovládnutí brazilských kolonií a zanedbání těch severoamerických. Na rozdíl od sesterské VOC také měla daleko silnější konkurenci v podobně Británie a Francie, zatímco v Asii VOC jednoznačně dominovala.